# Кратка история
„Кратка история“ е български телевизионен игрален филм (драма) от 2007 година на режисьора Петър Мечков, по сценарий на Петър Мечков и Васил Барков. Оператор е Мартин Димитров. Музиката във филма е композирана от Атанас Косев.

## Сюжет
Аспарух – дете от малко селце – свири божествено на цигулка и мечтае да учи в Музикалното училище в София. Историята започва от момента, в който Рухи в последния момент се качва на влака за София, за да се яви на другия ден на изпит. Но не стига далеч. На първата гара кондукторът го сваля, защото не може да си намери билета. Купува си нов билет и успява да се качи в движение на последния вагон, превозващ коне. Успокоен, Рухи заспива в сеното. Когато се събужда установява, че вагонът е откачен и е композиран в глуха линия, далеч-далеч от София. Там среща собственика на конете – стар жокей. Той му разказва историята на животните – как навремето са били славни състезатели, а сега е тръгнал да ги продава в Швейцария. Всички опити на момчето да стигне навреме за изпита в София се провалят. Обезверен, той поема към дома. Но случайно разбира, че всъщност конете трябва да бъдат отведени не в Швейцария, а в кланница – за производство на салам. Осъзнал жестоката истина, Рухи хуква обратно. Късно. Заварва само стария жокей – тъжен и самотен край празния конски вагон .

## Актьорски състав
| В ролите                            | Изпълнител       |
| ----------------------------------- | ---------------- |
| малкия Аспарух – „Рухи“             | Теодор Спасов    |
| стария жокей Сандо                  | Наум Шопов       |
| началник гара на Левище / кондуктор | Валентин Ганев   |
| жепеецът                            | Павел Поппандов  |
| бай Ставри бръснарят                | Вълчо Камарашев  |
| майката на Аспарух                  | Ирини Жамбонас   |
| бащата на Аспарух                   | Момчил Карамитев |
| бабата                              | Мария Русалиева  |
| дядото                              | Христо Куновски  |
| войник                              | Марий Григоров   |